# Adaincourt
Adaincourt (in tedesco Adinghofen) è un comune francese di 118 abitanti situato nel dipartimento della Mosella nella regione del Grand Est.

## Società

### Evoluzione demografica
Abitanti censiti